# Chybów
Chybów – wieś sołecka w Polsce położona w województwie mazowieckim, w powiecie łosickim, w gminie Sarnaki.
Wierni Kościoła rzymskokatolickiego należą do parafii św. Stanisława Biskupa i Męczennika w Sarnakach.
W latach 1975–1998 miejscowość administracyjnie należała do województwa bialskopodlaskiego.